# Hard Knocks
Hard Knocks ist das 21. Studioalbum des Musikers Joe Cocker. Es erschien im Oktober 2010 bei Sony Music. Das Album erreichte Platz eins der deutschen Albumcharts.

## Entstehung und Stil
Hard Knocks wurde von Matt Serletic produziert, der auch zum Songwriting beitrug. Serletic arbeitete mit Matchbox Twenty und betreute auch das letzte Album von Carlos Santana. Der Titelsong ist ein von Soul und Rock beeinflusster Popsong, der mit Bläsersätzen und weiblichem Backgroundgesang unterlegt wurde. Laut Aussage Cockers sei das Stück „ein wenig autobiografisch“, er brachte es mit seinen frühen Jahren, als er in kleinen Clubs spielte, in Verbindung. Cocker präsentierte das Stück im deutschsprachigen Raum bei Wetten, dass..? und begann anschließend seine hiesige Tournee. Mit I Hope ist ein Cover von den Dixie Chicks enthalten.

## Rezeption
Artur Schulz von Laut.de beschrieb Hard Knocks als „gut bis weit überdurchschnittlich“, wenn auch „nicht alles gülden schimmert“. Das Album sei „harmonisch und rund zusammengefügt“. Anders als in der Vergangenheit sei kein „Komplett-Ausfall“ enthalten. Er vergab drei von fünf Sternen. Bei t-online.de schrieb Thomas Flormann, das Album setze „auf die Reibeisenstimme als bekanntestes Markenzeichen und die Radiotauglichkeit, die von einem solchen Namen ohnehin nach mehr als vierzig Jahren und 21 Studio-Alben erwartet wird.“ Er wertete es positiv, dass auf Coverversionen fast gänzlich verzichtet wird, kritisierte aber auch die Musik als „berechenbar“. Bei swr.de kam Günter Schneidewind zu dem Fazit: „Solide Arbeit mit einigen interessanten Nuancen...“. „Nicht mehr, aber auch nicht weniger.“ Im Hessischen Rundfunk wurde Hard Knocks, das „eine ganze Spur poppiger als die letzten Alben“ klinge, als „CD der Woche“ präsentiert.

## Titelliste
1. Hard Knocks – 3:23
2. Get On – 3:28
3. Unforgiven – 4:14
4. The Fall – 3:49
5. So It Goes – 3:21
6. Runaway Train – 3:27
7. Stay the Same – 4:39
8. Thankful – 3:59
9. So – 3:56
10. I Hope – 4:46
11. Hard Knocks (Live am 10. Oktober 2010 in Paris)
12. Get On (Live am 10. Oktober 2010 in Paris)
13. Unforgiven (Live am 10. Oktober 2010 in Paris)
14. Thankful (Live am 10. Oktober 2010 in Paris)
15. You Are So Beautiful (Live am 10. Oktober 2010 in Paris)
16. With A Little Help From My Friends (Live am 10. Oktober 2010 in Paris)[5]